# Syv år for PET
Syv år for PET: Jakob Scharfs tid er en bog, skrevet af Morten Skjoldager og udgivet af People's Press. Bogen handler om perioden, hvor Jakob Scharf var leder af Politiets Efterretningstjeneste (PET). Bogen skulle have været udgivet 17. oktober 2016, men blev forinden ramt af to fogedforbud. Politken valgte søndag den 9. oktober 2016 at bringe hele bogen som et særtillæg til avisen, ligesom de havde gjort med Jæger – i krig med eliten, samt lægge den på deres hjemmeside med adgang for deres abonnenter. Politkens udgivelse fik PET til at opgive fogedforbuddet.

## Fogedforbud
På baggrund af forlagets omtale af bogen forsøgte PET at få udleveret et eksemplar af manuskriptet, så de kunne undersøge, om det indeholder fortrolige oplysninger, der kan bringe personer i fare og påvirke PET's muligheder for at udføre sit arbejde. Dette nægtede forlaget imidlertid af principielle årsager. Afvisningen gjorde PET mere sikker på, at bogen faktisk indeholdt fortrolige oplysninger.
Begæringen om fogedforbud blev efterkommet af Københavns Byret 6. oktober 2016, men bogen blev alligevel solgt af en boghandler på Frederiksberg, da det var forlagets opfattelse, at forbuddet kun gjaldt forlagets salg til boghandlerne, men ikke disses salg til forbrugerne af de bøger, som var kommet i boghandlernes besiddelse. Professor Sten Schaumburg-Müller fra Juridisk Institut ved Syddansk Universitet vurderede dog, at det faktum, at bogen rent faktisk var blevet solgt, kunne ende med at ophæve forbuddet, da det ifølge en tidligere afgørelse ved Menneskerettighedsdomstolen er et brud på menneskerettighedernes regler om ytringsfrihed, eftersom forbuddet reelt ingen effekt har, når bogen er udgivet.
Natten til 8. oktober 2016 nedlagde Københavns Byret et fogedforbud mod, at Ekstra Bladet offentliggjorde dele af bogen, men avisen fik først oplysninger om dette om morgenen, hvor avisen var sat til salg, og abonnenter havde modtaget avisen, ligesom avisen var blevet udgivet digitalt. Radiostationen Radio24syv blev ligeledes ramt af et forbud. Samme forbud ramte desuden 40 boghandlere, der nu vil få beslaglagt alle eksemplarer af bogen. Både forfatteren, forlaget og begge medier ønskede at kære afgørelsen,der med hjemmel i Retsplejelovens §417 stk. 3 blev afviklet uden de sagsøgtes tilstedeværelse, eftersom dette kunne forhindre, at man kunne udstede et forbud. På tidspunktet for domsafsigelsen havde PET haft et eksemplar af bogen i sin besiddelse i syv timer og havde derfor ikke nået at læse bogen.
| „ | Fogedforbuddet er fuldstændig latterligt. Det er afgivet klokken 2.10 i nat ved et hemmeligt retsmøde, som er en politistat værdigt. | “ |
|   | — Poul Madsen, chefredaktør for Ekstra Bladet                                                                                        |   |

Ifølge PET handlede fogedforbuddet ikke om at skulle bortcensurere dele af bogen, men alene om at sikre, at der ikke blev offentliggjort fortrolige oplysninger, men det var ifølge direktøren for forlaget et eksempel på censur og et brud på ytringsfriheden.

### Overtrædelse af fogedforbuddene og efterfølgende ophævelse
På trods af de nedlagte fogedforbud valgte dagbladet Politken den 9. oktober at udgive bogen i et særtillæg. Politken trodsede dermed fogedforbuddene, og som konsekvens af dette valgte PET den 11. oktober 2016 at anmode Københavns Byret om at ophæve begge fogedforbud med tilbagevirkende kraft fra 9. oktober, da det ikke længere var praktisk muligt at opretholde det.
PET har efterfølgende valgt at overlade spørgsmålet om, hvorvidt Dagbladet Politken (ved chefredaktør Christian Jensen) har begået en strafbar handling til Københavns Politis anklagemyndighed. Ligeledes har PET overladt sagen til samme myndighed om, hvorvidt tidligere chef for PET Jakob Scharf har overtrådt sin tavshedspligt.

### Kæremål
JP/Politikens Hus kærede sagen til Østre Landsret, der den 9. december afgjorde, at Københavns Byret gjorde ret i at nedlægge et fogedforbud, men at der burde være sat en udløbsdato for forbuddet, inden hvilken man kunne undersøge, om betingelserne for et foreløbigt forbud blev overholdt. Landsretten vedtog også, at det af sikkerhedshensyn ikke var kritisk, at PET hverken redegjorde for, hvad der kunne være fortroligt, eller at tjenesten ikke fremlagde bogen. Som en konsekvens af dommen besluttede PET efterfølgende at retsforfølge JP/Politikens Hus for at have overtrådt fogedforbuddet. PET havde den 11. oktober 2016 anmeldt Jakob Scharf for ikke at have overholdt sin tavshedspligt og diverse medier og boghandlere for at have viderebragt indhold fra bogen. Kendelsen den 9. december 2016 handlede alene om berettigelsen af et fogedforbud og ikke om selve bogen.
JP/Politikens Hus overvejede at kære til Højesteret, da der er flere ting, de er utilfredse med, men vil først gennemlæse dommens 30 sider. De var blandt andet utilfredse med, at de ikke fik besked om rettens behandling af fogedforbuddet, hvilket ifølge landsretten var i orden.
JP/Politikens Hus blev den 18. januar 2019 idømt en bøde på 100.000 kroner, mens chefredaktør Christian Jensen blev idømt en bøde på 50.000 kroner, for hver at overtræde fogedforbuddet. Begge blev endvidere dømt til at betale sagens omkostninger.